# Alchemilla pubescens
Alchemilla pubescens é uma espécie de rosácea do gênero Alchemilla, pertencente à família Rosaceae.